# Западная лошадь
Западная лошадь (лат. Equus occidentalis) — вымершая лошадь, населявшая Северную Америку во время ледникового периода, вымерла примерно 12 000 лет назад. Её ранние окаменелости датируются возрастом 500 000 лет назад. Это был крупный вид лошади, примерно размером со среднюю домашнюю лошадь, или крупную зебру (кваггу), но имеющий более крепкое и коренастое телосложение. Хотя она названа западной лошадью, их останки были найдены по всей территории Соединенных Штатов. Её вымирание, как представляется, является результатом окончания ледникового периода, а также охоты первобытных людей, заселивших Америку между 15 и 13 тыс. лет назад.
В Канаде, в ходе археологических раскопок в местонахождении Wally’s Beach, найдено свидетельство охоты первобытных людей на западную лошадь: 7 скелетов западных лошадей и 1 западного верблюда, разделанных охотниками, вместе с каменными наконечниками и рубилами, датированными примерно 13,3 тыс. лет назад. По-видимому, группа первобытных охотников подстерегала стадо лошадей на переправе через реку.